# آديلايد جورج بينيت
آديلايد جورج بينيت (بالإنجليزية: Adelaide George Bennett)‏ (8 نوفمبر 1848 في الولايات المتحدة - 10 أكتوبر 1911، بايبستون في الولايات المتحدة)؛ عالمة نبات، كاتِبة وشاعرة أمريكية.